# Byszów (obwód lwowski)
Byszów (ukr. Бишів) – wieś na Ukrainie, w obwodzie lwowskim, w rejonie szeptyckim. Wieś liczy około 860 mieszkańców.
W II Rzeczypospolitej do 1934 samodzielna gmina jednostkowa. Następnie wieś należała do zbiorowej wiejskiej gminy Korczyn w powiecie sokalskim w woj. lwowskim. Po II wojnie światowej wieś została odłączona od Polski i włączona do Ukraińskiej SRR.
Do 2020 w rejonie radziechowskim.
We miejscowości tej urodził się w 1888 Wincenty Spaltenstein (Szpaltowski) – polski prawnik, polityk, działacz społeczny i sportowy, burmistrz Królewskiej Huty i prezydent Gliwic.